# Ilkowice (Tarnów)
Pour les articles homonymes, voir Ilkowice.
Ilkowice est une localité polonaise de la gmina de Żabno, située dans le powiat de Tarnów en voïvodie de Petite-Pologne.